# Lulach av Skottland
Lulach av Skottland (gaeliska: Lulach mac Gilla Coemgáin), född cirka 1029, död, mördad, 17 mars 1058, var kung av Skottland från 15 augusti 1057 till 17 mars 1058. Lulach var den sista monarken av huset MacAlpin (i sidogrenen Moray).
Lulach verkar ha varit en svag kung och kallades Lulach den enkle eller Lulach den dumme. Han var den förste skotske kungen från vars kröning inga detaljer är kända. Kröningen ägde rum i augusti 1057 i Scone i Perthshire.
Lulach sades vara son till Gruoch av Skottland i hennes första äktenskap och alltså styvson till Macbeth. Efter Macbeths död på slagfältet 1057 placerades Lulach på tronen av Macbeths anhängare. Anhängarna till Malcolm III protesterade starkt mot detta. Lulach mördades efter endast några månader som kung och efterföljdes av Malcolm.
Lulachs son Máel Snechtai var mormaer i Moray, medan Óengus av Moray var son till Lulachs dotter.